# Raymond Wattine
Raymond Wattine (1895 – 1937) è stato un calciatore francese, di ruolo centrocampista.

## Carriera

### Nazionale
Ha collezionato una presenza con la propria Nazionale.

## Statistiche

### Cronologia presenze e reti in Nazionale
| Cronologia completa delle presenze e delle reti in nazionale ― Francia | Cronologia completa delle presenze e delle reti in nazionale ― Francia | Cronologia completa delle presenze e delle reti in nazionale ― Francia | Cronologia completa delle presenze e delle reti in nazionale ― Francia | Cronologia completa delle presenze e delle reti in nazionale ― Francia | Cronologia completa delle presenze e delle reti in nazionale ― Francia | Cronologia completa delle presenze e delle reti in nazionale ― Francia | Cronologia completa delle presenze e delle reti in nazionale ― Francia |
| Data                                                                   | Città                                                                  | In casa                                                                | Risultato                                                              | Ospiti                                                                 | Competizione                                                           | Reti                                                                   | Note                                                                   |
| ---------------------------------------------------------------------- | ---------------------------------------------------------------------- | ---------------------------------------------------------------------- | ---------------------------------------------------------------------- | ---------------------------------------------------------------------- | ---------------------------------------------------------------------- | ---------------------------------------------------------------------- | ---------------------------------------------------------------------- |
| 25-2-1923                                                              | Bruxelles                                                              | Belgio                                                                 | 4 – 1                                                                  | Francia                                                                | Amichevole                                                             | -                                                                      |                                                                        |
| Totale                                                                 |                                                                        | Presenze                                                               | 1                                                                      |                                                                        | Reti                                                                   | 0                                                                      |                                                                        |